# Geologija Maroka
Geologija Maroka se je začela oblikovati pred dvema milijardama let, v paleoproterozoiku in morda celo prej. Nanj je vplivala vseafriška orogeneza, čeprav je kasnejša hercinska orogeneza povzročila manj sprememb in zapustila domeno Maseta, veliko območje ostankov paleozojskih masivov. V paleozoiku so obsežni sedimentni nanosi ohranili morske fosile. V celotnem mezozoiku je tektonska delitev Pangee, in nastanek Atlatskega oceana, ustvarila bazene in prelomne bloke, ki so bili prekriti s kopenskimi in morskimi sedimenti – še posebej, ko je velika morska transgresija poplavila velik del regije. V kenozoiku je mikrocelina, prekrita s sedimentnimi kamninami iz triasa in krede, trčila v severni Maroko in oblikovala regijo Rif. Maroko ima obsežne zaloge fosfatov in soli ter vire, kot so svinec, cink, baker in srebro.

## Stratigrafija, tektonika in geološka zgodovina
Najstarejši kamnini v Maroku sta gnajs Džebel Ouiharem augen in gnajs Oued Assemlil. Augenovi gnajsi in metadolerit serije Zenaga so doživeli kompozitno foliacijo, verjetno povezano s starodavno orogenezo. V serijo Zenaga vdirajo paleoproterozojski granitoidi, kar daje mlado starostno omejitev v predkambriju. Graniti iz Antiatlaškega gorovja so bili podobni.
Severno od Kerdousa je serija kvarcitov oblikovala debele plasti kvarcita, skupaj z meljevcem, pelitnimi peščenjaki in konglomerati v neoproterozoiku, z interkaliranimi stromatolitnimi apnenci. Pragovi in lakoliti dolerita in serije gabro toleitske magme so vdrli v serijo kvarcitov vzdolž sedimentne plasti.
Na Maroko je vplivala panafriška orogeneza, ki je povzročila nahajališče molase serije Ouarzazate.

### Paleozoik (pred 539-251 milijoni let)
Serija Adoudounian prekriva Ouarzazate in označuje začetek kambrija, oblikovanega vzporedno s hitrim širjenjem večceličnega življenja. Osnova serije je konglomerat, sledijo lapor, peščenjak in dodatne karbonatne sekvence. Formacija Amouslek znotraj serije Adounian je sestavljena iz skrilavca in apnenca ter je polna fosilov trilobitov in arheociatidov iz zgodnjega kambrijskega plitvega morskega okolja. Guliminska kvarcitna serija iz srednjega kambrija tudi vsebuje trilobite, čeprav pozni kambrij ni izpostavljen.
Peščenjaki, sljudne gline in nekateri apnenci tvorijo ordovicijske plasti nad kambrijem, ki vsebujejo trilobitne in graptolitne fosile. Pozni ordovicij in začetek silurja zaznamuje poledenitev, zabeležena v tilitu. Silurske plasti so pogoste v osrednjem Antiatlasu, ki jih predstavljajo peščenjaki, skrilavci in temni blatniki, ki včasih vsebujejo karbonatne nodule. Črni skrilavci v vzhodnem Antiatlasu gostijo nekaj graptolitov, školjk in nautiloidnih fosilov. Devonski muljevci z apnenčastimi sloji neskladno nad poznim silurjem v zahodnem Antiatlasu, s fosili brahiopodov, konodontov in tentakulita, medtem ko so bazalti najdeni na vzhodu. Karbon tvori severni rob Tindoufskega bazena in hribovje cuesta v nižinah reke Draa. Zgoščeni apnenec s fosili glavonožcev iz tega obdobja je bil dvignjen kot ploščadi v osrednjem in vzhodnem Antiatlasu.
Antiatlas med hercinsko orogenezo ni doživel večjih tektonskih sprememb, saj sta Lavrazija in Gondvana trčili in oblikovali superkontinent Pangea. Gore imajo zelo malo, če sploh kaj, metamorfoze iz tega časa in nobenih hercinskih granitov.
Maroška Meseta, ki je dobila ime po španski notranji planoti Meseta Central, je območje stabilnih paleozojskih kamnin, ki ni bilo nikoli prizadeto s hercinsko orogenezo in je bilo kasneje prekrito z mezozojskimi in kenozojskimi sedimentnimi kamninami. Maroška Meseta, ki oblikuje osrednji masiv Maroka, popolnoma skriva predkambijske kamnine, čeprav so vrtine v antiklinali Mesete odkrile neoproterozojske kamnine. Meseta je razdeljena na dvoje z gubami Srednjega Atlasa. Zahodna Meseta ima razmeroma malo sedimentnega pokrova in dobro razvite masive, medtem ko ima vzhodna Meseta, ki se razteza na meji z Alžirijo, številne majhne paleozojske masive. Nadaljevanje od neoproterozoika do srednjega devona sta imela zahodni Maroko in Antiatlas enako okolje za usedanje – usedanje rdeče plasti molase in postorogenski vulkanizem. Južni Maroko je preplavila ogromna plitva morska polica, ki je zgradila znatne karbonate, pomešane s celinskimi sedimenti, ki so pritekali iz celinskih območij, ki so zdaj v Sahari. V poznem devonu sta se zahodni Maroko in Antiatlas razdelila na s prelomom omejene kotline, ki so se med hercinsko orogenezo deformirale.

### Mezozoik (pred 251-66 milijoni let)
Zahodni Visoki Atlas ohranja dokaze o nastanku atlantskega roba v severni Afriki. V poznem triasu je tektonika v osrednji Pangei začela oblikovati Atlantski ocean. Veliki aluvialni stožci so začeli zapolnjevati spuščene jarke z fluvialnimi peščenjaki, muljevci in konglomerati, prepletenimi z evaporitnimi sekvencami dolomita, halita in sadre. Serija toleitske magme je oblikovala dolerit, ki je zaprl triasno zaporedje. Klastični sedimenti so se še naprej odlagali v juri. Hkrati so se v srednji juri apnenčaste plitvine oblikovale na prelomnih blokih in kaotične usedline olistostrome, ki so kopičile delce apnenca v bližnji globoki vodi.
Domena Rifo-Tellian (znana tudi kot domena Rif) se danes razteza po celotni dolžini Magreba in je tesno povezana z gorovjem sistema Baetic v južni Španiji. Sedimenti v gorovju Rif so odloženi na današnji lokaciji Tunizije v triasu kot del mikroceline.
Obsežna morska transgresija v kredi, časovno usklajena s pogrezanjem v regiji, je povzročila največji obseg morij v Maroku. Do konca krede je morska regresija znižala morsko gladino na tem območju, ko se je gorovje Atlas začelo dvigovati. Pahljača rečne delte je napredovala in je zapolnila Atlaški zaliv od vzhoda proti zahodu. Nastali so mejni prelomi, ki so potisnili kose mezozojske kamnine na sosednje ploščadi. Dvignjene sedimentne kamnine v koritu so začele erodirati v nove aluvialne stožce, ki so zapolnili obrobna prednja območja.

### Kenozoik (pred 66 milijoni let do danes)
Mikrocelina Rif se je premaknila proti zahodu in trčila v Afriško ploščo v oligocenu in miocenu, kar je povzročilo kompleksen nariv Rif. Seizmične študije so odkrile, da v severnem Maroku karnijski peščenjaki, blatniki in konglomerati iz triasa neskladno ležijo na vrhu kristalinske temeljne kamnine mikroceline. Miocenski in pliocenski laporji in karbonati podbazena Doukkala so prekriti s kvartarnimi kamninami. Zahodneje pokrivajo kvartarne kamnine srednjekredne sedimentne kamnine, ki neskladno ležijo na vrhu triasnih in paleozojskih enot.

## Hidrogeologija
Kvartarni aluvialni vodonosniki nastajajo v porečjih po vsej državi. Glina in mulj z nizko prepustnostjo sta ta nahajališča razdelila na večplastne vodonosnike in običajno segajo od pet do 150 metrov globoko, z napajanjem iz deževnice in odtoka gorovja Atlas. Regija Meseta ima majhne, neomejene razpokane vodonosnike magmatskih kamnin z nizko prepustnostjo in nizko produktivnostjo.
Paleozojski, mezozojski in kenozojski vodonosniki peščenjaka v severnih nižinah in okoli Tadle, Saïsisa in Tensifta so debeli med 10 in 200 metri. Ponekod je podzemna voda iz teh peščenjakov zelo slana zaradi raztopljenih triasnih in jurskih evaporitov. Nekaj globokih kraških vodonosnikov najdemo pod ravninami Tadla, Fes-Sais in Essaouira, skupaj z gorovjem Atlas in Antiatlas. Ti kraški vodonosniki so skoraj povsod visoke kakovosti in dajejo nekaj pomembnih izvirov.
Antiatlaško gorovje ima tudi visoko produktivni razpokani kambrijski kras, skupaj z nizko produktivno kristalno predkambrijsko temeljno kamnino.

## Geologija naravnih virov
Rudarstvo je pomemben del gospodarstva Maroka. Država je velika izvoznica fosfatov in ostaja v dobrem položaju za največje pomanjkanje fosforja zaradi okupacije Zahodne Sahare, ki ima velik del svetovne zaloge. Pravzaprav sta dva odprta rudnika v Khouribgi v Maroku največji rudnik fosfata na svetu. Kopanje svinca, bakra, srebra in cinka se je ponovno začelo v 1990-ih v rudniku Douar Hajar 30 kilometrov južno od Marakeša. El Heimer, 20 kilometrov jugovzhodno od Oujde na severovzhodu, je edina aktivna talilnica svinca v Severni Afriki.
Veliko nahajališče soli, povezano z morsko transgresijo v triasu, kopljejo 10 kilometrov vzhodno od Mohammedia. Nagubana in rekristalizirana sol je več kot 98-odstotno čista in doseže debelino 80 metrov.